# 노동석
노동석(1973년 ~ )은 대한민국의 영화감독이다.

## 경력
- 제1회 미장셴단편영화제 초청
- 제22회 벤쿠버 국제영화제 초청
- 제5회 전주국제영화제 한국영화 부문 초청
- 제9회 부산국제영화제 뉴커런츠 부문 초청

## 작품
- 2001년 초롱과 나 각본, 연출, 편집
- 2003년 나무들이 봤어 각본, 연출, 편집
- 2004년 마이 제네레이션 각본, 연출, 편집
- 2006년 험난한 인생 연출
- 2006년 세번째 시선 연출
- 2007년 우리에게 내일은 없다 각본, 연출
- 2010년 집 나온 남자들 제작
- 2018년 골든 슬럼버 연출

## 수상
- 2002년 인디포럼 관객상
- 2005년 제6회 부산영화평론가협회상 심사위원 특별상
- 2007년 제60회 로카르노국제영화제 심사위원 특별상